# Костомарово (Щёкинский район)
Костомарово — село в Щёкинском районе Тульской области России.
В рамках административно-территориального устройства относится к Костомаровской сельской администрации Щёкинского района, в рамках организации местного самоуправления включается в сельское поселение Огарёвское.

## География
Расположено на реке Упа, в 13 км к юго-востоку от железнодорожной станции города Щёкино.

## Население
| 2002 | 2010 |
| ---- | ---- |
| 132  | ↗152 |